# Francis Pélissier
Francis Maurice Pélissier, född den 13 juni 1894 i Paris, död den 22 februari 1959 i Mantes-la-Jolie, var en fransk landsvägscyklist (professionell från 1919) som på sin meritlista kunde räkna in totalseger i Baskien runt (1924), tre franska landsvägsmästerskap (1921, 1923 och 1924), två etappsegrar i Tour de France (1919 respektive 1927), samt segrar i Bordeaux-Paris (1922 och 1924) och Paris-Tours (1921). Han var bror till tävlingscyklisterna Henri och Charles Pélissier.

## Meriter
| 1919 Vinnare av etapp 3 i Tour de France Vinnare av Paris-Nancy Vinnare av Paris-Dijon 2:a i Giro della Provincia Milano (med Henri Pélissier) 3:a i Paris-Bryssel 6:a i Paris-Roubaix 1920 Vinnare totalt av Circuit de Provence Vinnare av etapperna 1, 3 och 4 7:a i Milano-Sanremo 1921 Vinnare av Paris-Tours Fransk mästare på landsväg Vinnare av Circuit Aisne-Oise 2:a i Paris-Roubaix 2:a i Giro della Provincia Milano (med Henri Pélissier) | 1922 Vinnare av Bordeaux-Paris 3:a i Ronde van Vlaanderen 1923 Fransk mästare på landsväg 2:a i Bordeaux-Paris 5:a i Paris-Tours 7:a i Paris-Roubaix 1924 Vinnare totalt av Baskien runt Vinnare av etapp 1 Vinnare av Bordeaux-Paris Fransk mästare på landsväg 7:a i Paris-Tours 1925 2:a vid Franska mästerskapen på landsväg 7:a i Paris-Roubaix | 1926 Vinnare av GP Wolber Vinnare av Critérium des As 2:a vid Franska mästerskapen på landsväg 1927 Vinnare av etapp 1 i Tour de France 2:a i Critérium des As 1930 2:a i Bordeaux-Paris 1931 2:a vid Franska mästerskapen på landsväg 6:a i Paris-Tours |